# Ma (tytuł)

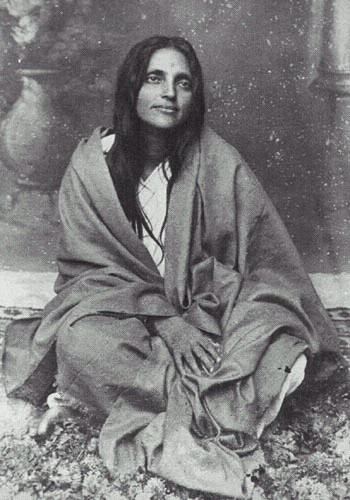
Guru Anandamaji Ma

Ma (dewanagari मां, transkrypcja Mā) – tytuł honorowy w hinduizmie, oznaczający matka. Tytuł nadawany bądź używany wobec kobiet o szczególnych walorach czy zasługach duchowych. Jest to też tytuł hinduistycznej bogini Lakszmi.

## Hinduistyczne imionaguru
- Śri Ma (Mirra Alfassa)
- Sarada Devi(inne języki)
- Ma Durga Dewi – współczesna guru z Niemiec, uczennica Karoli Baby
- Śri Jasoda Ma – fundatorka aśramu w Mitroli